# 井上元伸
井上 元伸（いのうえ もとのぶ）は、日本の漫画家。

## 作品
- 桃魂ユーマ　チャンピオンRED　全3巻
- オルビム　チャンピオンRED（ 原作：かさはら倫尚）
- 哀饗の貴公子
- レストレイントM　コミックマーブル
- バッカス　日本文芸社（原作：青木健生）
- 悪姦背徳少年ライチ　(携帯コミック)
- ジャンパイア(近代麻雀オリジナル)